# Bad Boy Records
La Bad Boy Records (originariamente Bad Boy Entertainment) è un'etichetta discografica statunitense fondata nel 1993 dal produttore discografico e rapper Sean Combs. Dal 2015 è distribuita da Epic Records, divisione della Sony Music Entertainment. Si occupa principalmente di produzioni East Coast hip hop e Rhythm and blues. Uno dei suoi artisti più famosi fu The Notorious B.I.G. Ha ospitato molti artisti, tra cui Craig Mack, French Montana, Ma$e, Machine Gun Kelly, 112, Total, The Lox, Danity Kane, Day 26, Elephant Man e molti altri.

## Storia

### Inizi

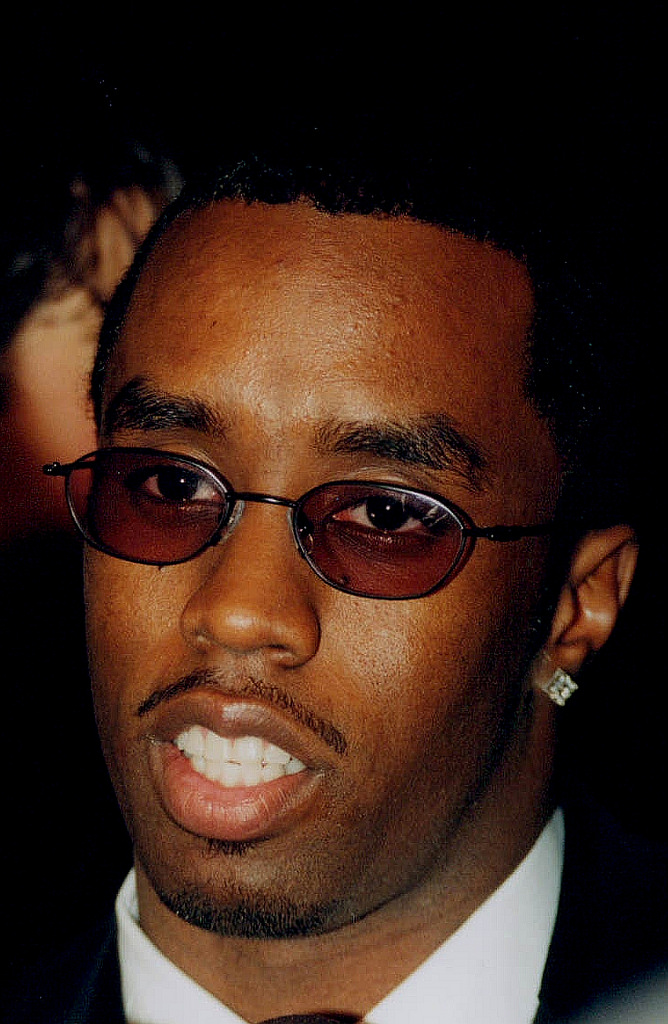
Puff Daddy è il fondatore dell'etichetta

Dopo essere passato da uno stage non retribuito a diventare un dirigente di A&R alla Uptown Records, Sean "Puffy" Combs fu licenziato a metà 1993 da Andre Harrell e fondò la sua etichetta, Bad Boy Records, alla fine dello stesso anno. La prima uscita fu "Flava in Ya Ear" di Craig Mack, seguita rapidamente dall'album di debutto di Mack, Project Funk da World nel 1994. Sulla scia di queste uscite vennero "Juicy" e Ready to Die, il singolo principale e l'album di debutto di The Notorious B.I.G. (alias Biggie Smalls), pubblicato lo stesso anno. Dominando le classifiche nel 1995, B.I.G. divenne uno dei più grandi nomi del genere e la star principale della Bad Boy. Sempre nel 1995, l'etichetta ha continuato il suo successo con i dischi di platino di Total e Faith Evans. Bad Boy, nel frattempo, disponeva di una manciata di scrittori e produttori interni, tra cui: Easy Mo Bee, Chucky Thompson e D Dot, i quali sono stati determinanti nella produzione di molte delle pubblicazioni più note dell'etichetta durante questo periodo.

### Faida con la Death Row Records
Il rapido successo di The Notorious B.I.G. e dell'etichetta ha sollevato alcune tensioni, soprattutto a Los Angeles, sede dell'etichetta Death Row Records, controllata da Dr. Dre e Suge Knight. Dal 1992 al 1995, l'hip hop della West Coast West Coast, era stato predominante nel mainstream Rap. Suge Knight, CEO di Death Row, riteneva Diddy responsabile della morte, durante una sparatoria, del suo amico Jake Robles, presumibilmente per mano della guardia del corpo di Diddy. Le tensioni aumentarono quando 2Pac firmò con la Death Row. Shakur sosteneva che i vertici della Bad Boy, in particolare The Notorious B.I.G. e Puff Daddy, erano stati complici della rissa di novembre 1994 di Tupac nella hall dei Quad Studios a Times Square.
Dopo l'uscita di "Hit 'Em Up" di 2Pac del giugno 1996, dove il rapper accusava duramente la Bad Boy e le vite private dei membri, le tensioni aumentarono e giunsero presto a un punto di non ritorno. Il 7 settembre 1996, a Las Vegas, Tupac venne colpito 4 volte, morendo il 13 settembre. La Bad Boy rilasciò una dichiarazione di condoglianze. Il 9 marzo 1997, mentre Bad Boy stava preparando l'uscita del doppio album di The Notorious B.I.G., Life After Death, fu ucciso a Los Angeles, in California. Le loro morti lasciarono molti a speculare riguardo l'ostilità tra le etichette. Le indagini della polizia sono state criticate da fonti pubbliche e giudiziarie ed entrambi i casi rimangono ufficialmente irrisolti.

### La vita dopo The Notorious B.I.G. e la ricostruzione dell'etichetta
Postumo, Life After Death di Biggie Smalls ha raggiunto il primo posto nella Top 200 di Billboard. Anche i suoi primi due singoli, "Hypnotize" e "Mo Money, Mo Problems" hanno scalato le classifiche dei singoli. L'album ha venduto oltre 10 milioni di copie solo negli Stati Uniti ed è tuttora uno degli album rap più venduti di sempre.
Nel 1996, Puff Daddy aveva iniziato a registrare il suo album di debutto da solista. Il primo singolo, "Can't Nobody Hold Me Down", ha raggiunto il primo posto nelle classifiche Rap, R&B e pop nella primavera dello stesso anno. In risposta alla morte di Biggie, l'etichetta pubblicò in fretta una canzone tributo di Puff Daddy, "I'll Be Missing You", che comprendeva la vedova di Biggie, Faith Evans, e il gruppo di cantanti R&B della Bad Boy, 112. Il singolo rimase in cima alle classifiche per undici settimane e diventando il secondo singolo dall'album di Combs, No Way Out, che fu pubblicato in estate e vendette 7 milioni di copie negli Stati Uniti. Nel frattempo Mase, il nuovo protetto di Combs, cadde nel vuoto che The Notorious B.I.G. aveva lasciato. Il suo album di debutto, Harlem World, anch'esso uscito nello stesso anno, sarebbe diventato quattro volte disco di platino, consentendo, alla fine del 1997, il raggiungimento del picco commerciale per la Bad Boy. Durante questo periodo, l'etichetta iniziò a promuovere l'ultimo gruppo firmato, i The L.O.X.. Molto atteso, il loro album di debutto del 1998, Money, Power & Respect è stato certificato disco di platino dalla RIAA. Poco dopo, il gruppo lasciò l'etichetta ed entrò in una disputa editoriale di lunga data con Combs su quest'ultimo ricevendo il 50% della loro pubblicazione che sarebbe continuata fino al 2005.
Nel 1998, Combs decise di espandere il roster della Bad Boy a generi diversi dall'hip-hop e l'R&B, e successivamente firmò Fuzzbubble per l'etichetta, diventando il suo primo gruppo rock. Il gruppo è apparso nel remix rock di "It's All About the Benjamins" di Puff Daddy, ma si è separato dall'etichetta prima di pubblicare un album completo.
Negli anni a seguire, la Bad Boy vide un declino commerciale. Nel 1999, Mase diventò religioso e si ritirò improvvisamente dagli affari, nonostante avesse appena rilasciato il suo secondo album, danneggiando il roster dell'etichetta. La Bad Boy ha riscontrato un certo successo con Shyne, un giovane rapper di Brooklyn, che ha raccolto recensioni generalmente contrastanti per la sua voce profonda e il flusso lento - che molti hanno considerato troppo reminiscenti e forse una fregatura di The Notorious B.I.G., nel frattempo, i successivi album di Combs non riuscirono a generare lo stesso tipo di acclamazione del suo debutto, mentre sperimentava diversi cambi di nome; da "Puff Daddy" a "Puffy" a "P. Diddy", a semplicemente "Diddy".
Con l'arrivo degli anni 2000, la Bad Boy si era notevolmente ridotta. Molti dei suoi artisti più noti alla fine lasciarono l'etichetta, mentre quelli rimasti videro le vendite dei loro album diminuire con il passare del tempo. Nonostante il rilascio continuo di nuovo materiale e vari tentativi di costruire artisti allo status della Bad Boy di The Notorious B.I.G., pochi si sono dimostrati efficaci come sperava la compagnia.
Il duo southern rap 8Ball & MJG pubblicò un album chiamato Living Legends con un certo successo nel 2004, spingendo la creazione di Bad Boy South, che alla fine avrebbe ospitato artisti come Yung Joc. Nel 2002, Combs ha partecipò a Making The Band 2 di MTV, che gli diede la possibilità di mettere sotto contratto Da Band. Ma la loro esposizione mediatica, dovuta a MTV, portò solo un disco d'oro.
Nel 2004 l'etichetta pubblica la compilation Bad Boy's 10th Anniversary... The Hits.
A seguito di vari cambi di distributori (prima Universal, poi Warner, poi nuovamente Universal e attualmente Sony), all'inizio dello  scorso decennio la Bad Boy mise sotto contratto French Montana, che ha poi lasciato l'etichetta, e Machine Gun Kelly, ancora sotto contratto. Tra il 2015 e il 2016, inoltre, solo stati celebrati i 20 anni di fondazione dell'etichetta, tramite uno show ai BET Awards e un successivo tour.

## Artisti

### Artisti correnti
| Artista           | Anno d'entrata nella Bad Boy | # Album rilasciati sotto la Bad Boy |
| ----------------- | ---------------------------- | ----------------------------------- |
| Puff Daddy        | Fondatore (1993)             | 5                                   |
| Janelle Monáe     | 2007                         | 3                                   |
| Machine Gun Kelly | 2011                         | 4                                   |
| French Montana    | 2012                         | 4                                   |
| Bow Wow           | 2015                         | Solo Management Deal                |
| Quincy            | 2016                         |                                     |
| Madilyn Bailey    | 2019                         |                                     |

### Artisti passati
- The Notorious B.I.G. (deceduto)
- Craig Mack (deceduto)
- Faith Evans
- Total
- 112
- Ma$e
- Mario Winans
- The Lox
- Black Rob
- Aasim
- Megan Nicole
- Jordan McCoy
- Carl Thomas
- Shyne
- Dream
- G. Dep
- Loon
- Da Band
- Fuzzbubble
- 8Ball & MJG
- Boyz n da Hood
- Cheri Dennis
- Kalenna Harper
- New Edition
- Red Café
- B5
- Yung Joc
- Dirty Money
- Gorilla Zoe
- Danity Kane
- King Los
- Day26
- Elephant Man
- Donnie Klang
- Foxy Brown
- Three The...
- Cassie

### The Hitmen
The Hitmen è il team di produzione della Bad Boy Records. Il collettivo consisteva in diversi noti produttori e musicisti che lavoravano da soli o a fianco di Combs nella composizione di brani per gli artisti della Bad Boy e al di fuori dell'etichetta.
Il 20 agosto 2015 è stato annunciato che Kanye West faceva parte dell'attuale elenco.